# Meinoud Rost van Tonningen
Meinoud Marinus Rost van Tonningen, född 19 februari 1894 i Surabaya, Nederländska Ostindien (idag Indonesien), död 6 juni 1945 i Scheveningen, var en nederländsk nazistisk politiker och kollaboratör med Nazityskland.
1923–1928 och 1931–1936 arbetade Rost van Tonningen för Nationernas förbund i Wien, där han lärde känna Österrikes austrofascistiske ledare Engelbert Dollfuss och umgicks i nazistiska kretsar. Han avsade sig sitt uppdrag 1936, återvände till Nederländerna och anslöt sig till det nazistiska partiet Nationalsocialistiska rörelsen i Nederländerna (Nationaal-Socialistische Beweging in Nederland, NSB); samma år valdes han in i både parlamentet och underhuset, och utsågs till chefredaktör för partiets tidning Het Nationale Dagblad. Rost van Tonningen kom snart att framstå som en rival till partiledaren Anton Mussert, men fick stöd från flera ledande tyska nazister, däribland Adolf Hitler och Heinrich Himmler.
Då Nazityskland ockuperade Nederländerna under andra världskriget var Rost van Tonningen en av de mest framträdande kollaboratörerna med ockupationsmakten. Han fick först i uppdrag att krossa alla socialistiska och kommunistiska organisationer i landet, och utsågs 1941 till president för den nederländska centralbanken. Då han var född i Ostindien nekades Rost van Tonningen först medlemskap i Waffen-SS, men 1944 beviljades detta och i mars 1945 skickades han till fronten som Obersturmführer. Han greps av kanadensiska trupper i maj samma år och fängslades i Scheveningen, där han uppges ha begått självmord.